# Bastianpris
Le Bastianpris est un prix littéraire décerné chaque année par le Norsk Oversetterforenings (« Association norvégienne des traducteurs »), qui récompense une traduction remarquable d'une œuvre de fiction en norvégien. 
Il est attribué depuis 1951. Depuis 1984, un prix récompense également la meilleure traduction dans le domaine de la littérature d'enfance et de jeunesse. 
Le Bastianpris est remis en septembre. Il consiste en une statuette représentant un poulain, œuvre du sculpteur Ørnulf Bast, et est doté de 50 000 couronnes.

## Lauréats
| Année | Lauréat                  | Auteur                       | Titre norvégien                                          | Titre original                                           | Titre français                        |
| ----- | ------------------------ | ---------------------------- | -------------------------------------------------------- | -------------------------------------------------------- | ------------------------------------- |
| 1951  | Helge Simonsen           | Eric Linklater               | Mitt dårligere jeg                                       | The Man on my back                                       |                                       |
| 1952  | Eli Krog                 | Doris Lessing                | Det synger i gresset                                     | The grass is singing                                     | Vaincue par la brousse                |
| 1953  | Åke Fehn                 | J. D. Salinger               | Hver tar sin...                                          | The Catcher in the rye                                   | L'Attrape-cœurs                       |
| 1954  | Nils Lie                 | Alan Paton                   | For sent                                                 | Too late the phalaropea                                  | Quand l'oiseau disparut               |
| 1955  | Leo Strøm                | Romain Gary                  | Dagens farver                                            | Les Couleurs du jour                                     | Les Couleurs du jour                  |
| 1956  | Elsa Uhlen               | Léon Tolstoï                 | Legender og fortellinger                                 | Légendes et contes                                       | Légendes et contes                    |
| 1957  | Peter Magnus             | Kamala Markandaya            | Nektar i et såld                                         | Nectar in a sieve                                        | Le Riz et la mousson                  |
| 1958  | André Bjerke             | Molière                      | Misantropen                                              | Le Misanthrope                                           | Le Misanthrope                        |
| 1959  | Odd Bang-Hansen          | Hans Christian Andersen      | Eventyr                                                  | Contes                                                   | Contes                                |
| 1960  | Hartvig Kiran            | Robert Burns                 | Dikt i utval                                             | Poèmes choisis                                           | Poèmes choisis                        |
| 1961  | Halldis Moren Vesaas     | Jean Racine                  | Fedra                                                    | Phèdre                                                   | Phèdre                                |
| 1962  | Trygve Greiff            | Lawrence Durrell             | Mountolive ; Clea                                        | Mountolive ; Clea                                        | Mountolive ; Clea                     |
| 1963  | Carl Hambro              | Claude Simon                 | Veien gjennom Flandern                                   | La Route des Flandres                                    | La Route des Flandres                 |
| 1964  | Brikt Jensen             | André Gide                   | Falskmynterne                                            | Les Faux-monnayeurs                                      | Les Faux-monnayeurs                   |
| 1965  | Sigmund Skard            |                              | Vagant-viser                                             |                                                          |                                       |
| 1966  | Hans Braarvig            | Günter Grass                 | Hundeår                                                  | Hundejahre                                               | Les Années de chien                   |
| 1967  | Åse-Marie Nesse          | Wolfgang Hildesheimer        | Tynset                                                   | Tynset                                                   |                                       |
| 1968  | Albert Lange Fliflet     | Elias Lönnrot                | Kalevala                                                 | Kalevala                                                 | Kalevala                              |
| 1969  | Milada Blekastad         | Ludvik Vaculik               | Øksa                                                     | Sekyra                                                   | La Hache                              |
| 1970  | Lotte Holmboe            | Siegfried Lenz               | Tysktime                                                 | Deutschstunde                                            | La Leçon d'allemand                   |
| 1971  | Axel Amlie               | Vladimir Nabokov             | Forsvaret                                                | The Defense                                              | La Défense Loujine                    |
| 1972  | Ivar Eskeland            | William Heinesen             | Den gode von                                             | Det gode håb                                             |                                       |
| 1973  | Trond Winje              | E.T.A. Hoffmann              | Fantastiske fortellinger                                 | Contes fantastiques                                      | Contes fantastiques                   |
| 1974  | Tom Rønnow               | Joachim Fest                 | Hitler                                                   | Hitler                                                   | Hitler                                |
| 1975  | Kjell Risvik             | Mario Vargas Llosa           | Pantaléon og tjenerinnene                                | Pantaléon y las visitadoras                              | Pantaleón et les visiteuses           |
| 1976  | Carl Fredrik Engelstad   | Paul Nizan                   | Antoine Bloyé                                            | Antoine Bloyé                                            | Antoine Bloyé                         |
| 1977  | Erik Gunnes              | Isaac Bashevis Singer        | Den usette                                               |                                                          |                                       |
| 1978  | Geir Kjetsaa             | Nicolas Gogol                | Revisoren                                                | Revizor                                                  | Le Revizor                            |
| 1979  | Arne Dørumsgaard         |                              | Fønixfuglen og dragen                                    | Anthologie de poésie chinoise                            | Anthologie de poésie chinoise         |
| 1980  | Carsten Middelthon       | Peter Weiss                  | Motstandens estetikk                                     | Die Ästhetik des Widerstands                             | L'Esthétique de la résistance         |
| 1981  | Anne-Lisa Amadou         | Marcel Proust                | I skyggen av blomstrende piker                           | À l'ombre des jeunes filles en fleurs                    | À l'ombre des jeunes filles en fleurs |
| 1982  | Hans Aaraas              | Georges Bernanos             | Monsieur Ouine                                           | Monsieur Ouine                                           | Monsieur Ouine                        |
| 1983  | Ole Michael Selberg      | Tadeusz Różewicz             | Kvitt ekteskap                                           | Białe małżeństwo                                         |                                       |
| 1984  | Knut Ødegård             | Thor Vilhjalmsson            | Fort, fort, sa fuglen                                    | Fljótt, fljótt sagði fuglinn                             |                                       |
| 1985  | Herbert Svenkerud        | William Trevor               | Skjebnens marionetter                                    | Fools of fortune                                         | Coups du sort                         |
| 1986  | Ivar Orgland             |                              | Dikt av islandske kvinner fra 1700-tallet til våre dager | Dikt av islandske kvinner fra 1700-tallet til våre dager |                                       |
| 1987  | Anne Elligers            | Simone de Beauvoir           | Mandarinene                                              | Les Mandarins                                            | Les Mandarins                         |
| 1988  | Camilla Wulfsberg        | Pat Barker                   | Nyttårsbarn                                              | The Century's daughter                                   |                                       |
| 1989  | Turid Farbregd           | Jaan Kaplinski               | Same hav i oss alle                                      |                                                          |                                       |
| 1990  | Inger Gjelsvik           | Margaret Atwood              | Katteøyet                                                | Cat's eye                                                | Œil-de-chat                           |
| 1991  | Mona Lange               | Emmanuel Dongala             | Vindmannen                                               | Le Feu des origines                                      | Le Feu des origines                   |
| 1992  | Aud Greiff               | J. M. Coetzee                | Jernalder                                                | Age of iron                                              | L'Âge de fer                          |
| 1993  | Karin Gundersen          | Stendhal                     | Kartusianerklosteret i Parma                             | La Chartreuse de Parme                                   | La Chartreuse de Parme                |
| 1994  | Merete Alfsen            | Virginia Woolf               | Orlando                                                  | Orlando                                                  | Orlando                               |
| 1995  | Nils Ivar Agøy           | J. R. R. Tolkien             | Silmarillion                                             | The Silmarillion                                         | Le Silmarillion                       |
| 1996  | Kåre Langvik-Johannessen | Jan van Ruusbroec            | Det åndelige bryllups smykke                             | Die chierheit der geestelike brulocht                    |                                       |
| 1997  | Johannes Gjerdåker       | Robert Burns                 | Dikt og songar i utval                                   | Poèmes et chansons choisis                               | Poèmes et chansons choisis            |
| 1998  | Solveig Schult Ulriksen  | Honoré de Balzac             | Eugénie Grandet                                          | Eugénie Grandet                                          | Eugénie Grandet                       |
| 1999  | Christian Rugstad        | José Saramago                | Det året Ricardo Reis døde                               | O Ano da morte de Ricardo Reis                           | L'Année de la mort de Ricardo Reis    |
| 2000  | Erik Ringen              | François Rabelais            | Pantagruel                                               | Pantagruel                                               | Pantagruel                            |
| 2001  | Kari Kemény              | Sándor Márai                 | Glør                                                     | A gyertyák csonkig égnek                                 | Les Braises                           |
| 2002  | Birger Huse              | Gustave Flaubert             | Madame Bovary                                            | Madame Bovary                                            | Madame Bovary                         |
| 2003  | Arne Worren              | Miguel de Cervantes          | Don Quijote                                              | Don Quixote                                              | Don Quichotte                         |
| 2004  | Dag Heyerdahl Larsen     | Patrick O'Brian              | Orlogskaptein                                            | Post captain                                             | Capitaine de vaisseau                 |
| 2005  | Bård Kranstad            | João Guimarães Rosa          | Den store Sertão                                         | Grande Sertão : veredas                                  | Diaodrim                              |
| 2006  | Olav Angell              | Pour l'ensemble de son œuvre | Pour l'ensemble de son œuvre                             | Pour l'ensemble de son œuvre                             | Pour l'ensemble de son œuvre          |
| 2007  | Grete Kleppen            | Hélène Cixous                | Blendverk                                                | Les Rêveries de la femme sauvage                         | Les Rêveries de la femme sauvage      |

## Source
- (no) Bastianprisen sur le site du Norsk Oversetterforenings.